# Geórgios Rállis
Geórgios Rállis (en grec moderne : Γεώργιος Ράλλης) (26 décembre 1918 - 15 mars 2006), est un homme d'État grec.

## Biographie
Il vient d’une ancienne famille d'hommes politiques grecs, son père est Ioánnis Rállis et son grand-père maternel est Geórgios Theotókis. Il étudie le droit et la science politique avant de combattre l’Italie fasciste en 1940.
Il occupe divers postes de ministre. Notamment, après le retour de la démocratie en 1974, celui de l’éducation où il réforme les programmes scolaires et adopte le grec démotique comme la langue grecque publique. Et en 1978, il est ministre des affaires étrangères, il est le premier à ce poste à se rendre en Union soviétique. Il négocie aussi l’accession de la Grèce à la CEE. Il dirige le gouvernement en 1980 mais perd les élections en 1981. Pendant cette année la Grèce réintégre l’OTAN.
Malgré ses origines patriciennes, sa modestie et sa simplicité le rendirent toujours populaire parmi les Grecs. Il meurt le 15 mars 2006 d’une insuffisance cardiaque. Sa femme Lena est morte en 2015.
Il est membre de la franc-maçonnerie. 